# Acranthera endertii
Acranthera endertii är en måreväxtart som beskrevs av Cornelis Eliza Bertus Bremekamp. Acranthera endertii ingår i släktet Acranthera och familjen måreväxter. Inga underarter finns listade i Catalogue of Life.